# Еттлборо (Массачусетс)
Еттлборо (англ. Attleboro) — місто (англ. city) в США, в окрузі Бристоль штату Массачусетс. Населення — 46 461 особа (2020).

## Географія
Еттлборо розташоване за координатами 41°55′54″ пн. ш. 71°17′40″ зх. д. / 41.93167° пн. ш. 71.29444° зх. д. (41.931653, -71.294503).  За даними Бюро перепису населення США в 2010 році місто мало площу 72,02 км², з яких 69,44 км² — суходіл та 2,58 км² — водойми.

## Демографія
Згідно з переписом 2010 року, у місті мешкали 43 593 особи в 16 884 домогосподарствах у складі 11 212 родин. Густота населення становила 605 осіб/км².  Було 18022 помешкання (250/км²).
Расовий склад населення:
| - 87,1 % — білих - 4,5 % — азіатів - 3,0 % — чорних або афроамериканців - 0,2 % — корінних американців - 0,1 % — вихідців з тихоокеанських островів - 2,8 % — осіб інших рас |

До двох чи більше рас належало 2,2 %. Частка іспаномовних становила 6,3 % від усіх жителів.
За віковим діапазоном населення розподілялося таким чином: 22,7 % — особи молодші 18 років, 64,4 % — особи у віці 18—64 років, 12,9 % — особи у віці 65 років та старші. Медіана віку мешканця становила 39,5 року. На 100 осіб жіночої статі у місті припадало 95,5 чоловіків;  на 100 жінок у віці від 18 років та старших — 93,3 чоловіків також старших 18 років.
Середній дохід на одне домашнє господарство  становив 80 398 доларів США (медіана — 67 736), а середній дохід на одну сім'ю — 92 505 доларів (медіана — 81 250). Медіана доходів становила 53 222 долари для чоловіків та 49 000 доларів для жінок. За межею бідності перебувало 10,1 % осіб, у тому числі 13,5 % дітей у віці до 18 років та 8,8 % осіб у віці 65 років та старших.
Цивільне працевлаштоване населення становило 22 864 особи. Основні галузі зайнятості: освіта, охорона здоров'я та соціальна допомога — 23,0 %, виробництво — 15,9 %, роздрібна торгівля — 14,7 %.